# 深圳西站
深圳西站是平南鐵路的一個铁路车站，位於廣東省深圳市南山區南山街道，于1994年启用。因车站位于南头治所附近，当地俗稱南頭火車西站。
2022年8月9日，本站发出的最后一班列车是开往太原的K238次列车，该次列车自次日起改由深圳东站发出。2022年10月11日起，随着2022年全国第四季度运行图调整而正式停用。
其功能按规划将搬迁至西丽综合交通枢纽，预计2026年-2028年完工。

## 历史
深圳西站于1994年建成启用，当时规划为货运车站。至1995年6月，深圳西站开通了长途旅客列车。
2003年10月，平南铁路公司展开深圳西站临时改造计划，新建3000多平方米的候车大楼及站前广场，改善旅客候车环境。工程至同年年底完成。
根据1998年铁道部的规划，深圳铁路客运站格局为“一主两辅”，即以位于罗湖区的深圳站为主，布吉站和深圳西站为辅。但至2006年，深圳市政府制订的《深圳铁路枢纽总图规划》中，又提出“两主一辅”的新格局，即以深圳北站、深圳站为主要客运站，布吉站为辅助客运站，而未将深圳西站纳入客运站规划。然而，深圳西站亦有可能被改造，并入前海综合枢纽，接入厦深铁路和珠三角城際快速軌道等新铁路。
2008年，深圳西站的货运总量已占深圳市铁路发货量的85％，始发的长途旅客列车更占了深圳市的50%以上。但隨著深圳北站的落成及布吉站的改建完工，本站的重要性已大大降低。
2016年9月29日，平南鐵路深圳西站以南路段開始拆除，至此深圳西站成为平南鐵路的终点站。
2022年8月9日，深圳西站开出了最后一班开往太原的K238次列车，8月10日起该车次调整为从深圳东站始发。另外两列仍在运行图中的车次（开往重庆北的K836次及开往成都的K586次）也在10月11日起调整至深圳东站始发，自此深圳西站不再办理列车接发之餘，也因此再沒有旅客列车行走平南铁路。

## 车站结构

### 站房

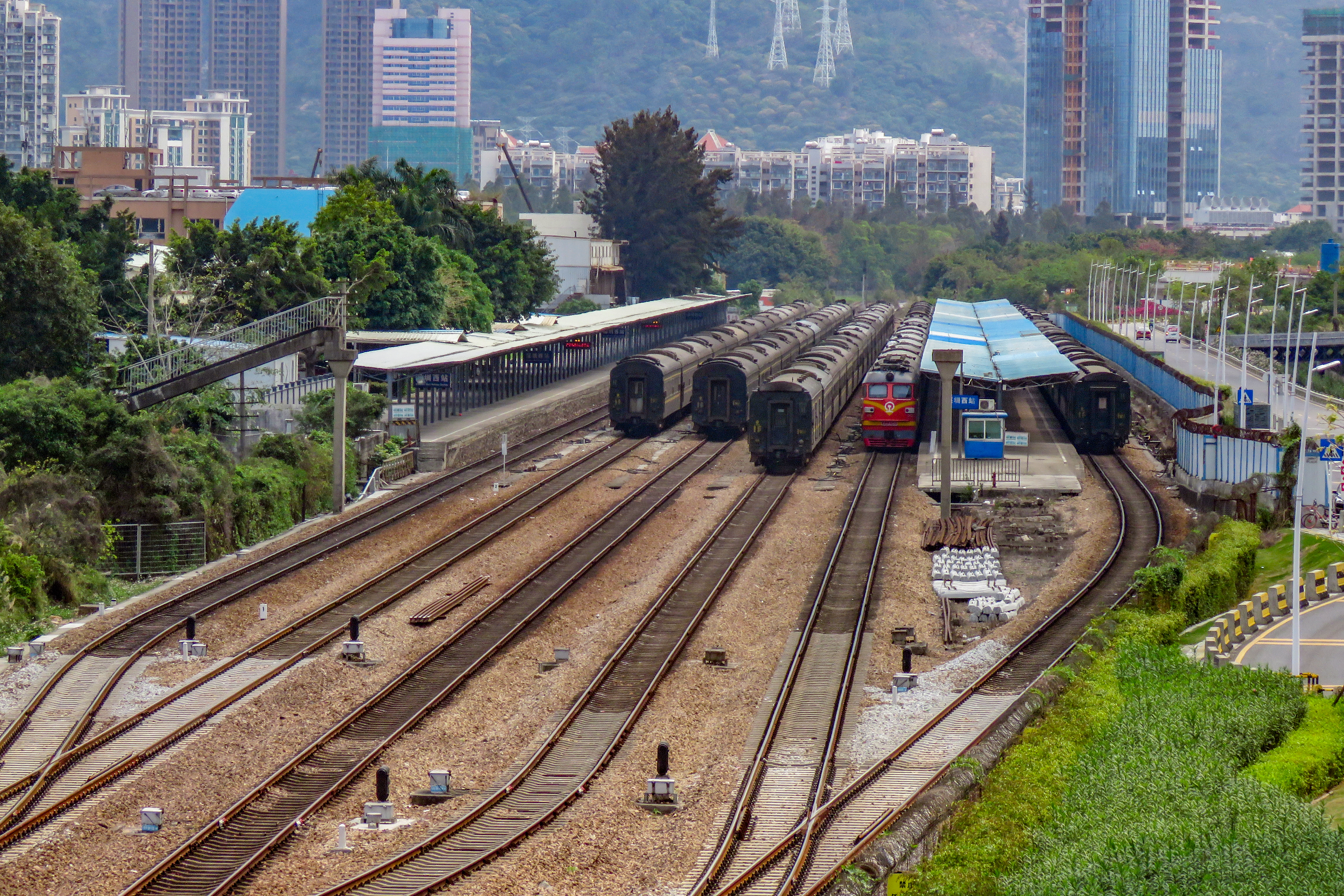
深圳西站站场（2019年3月拍摄自桂湾四路）

深圳西站始建于1990年代，所以整体车站风格仍保留着当年的特点，至今未有变动。车站仅拥有一个候车室以及2个站台。站外设有售票厅可办理售票、取票等业务，乘客亦可通过12306网站购票。本站原先候车室里没有空调，降暑设施只有几台大吊扇和十余台小型电风扇，因此也被火车迷戏称为“吊扇西站”。2017年7月28日上午10:30，深圳西站候车室加装的空调设施开始正式启用。

### 站场

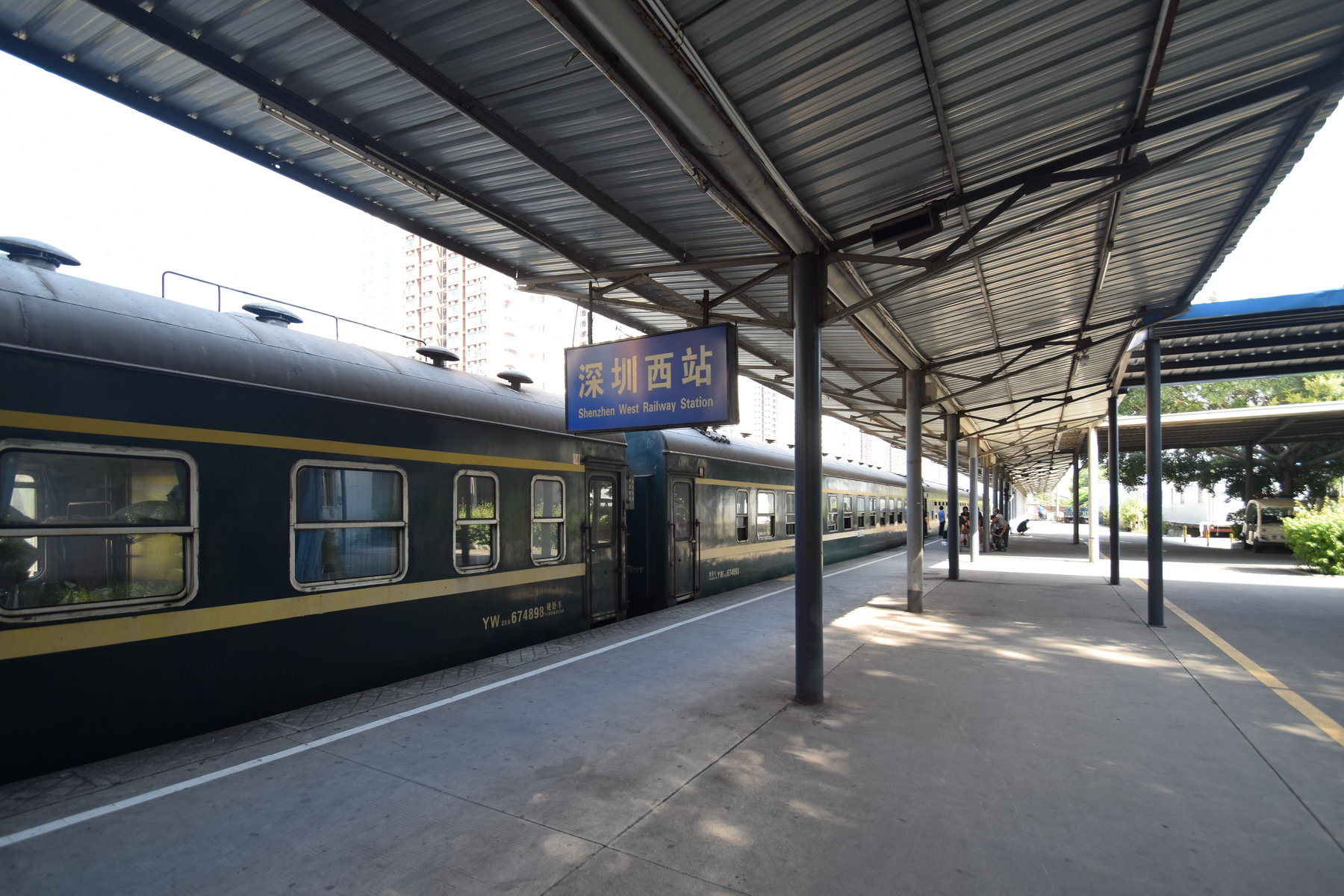
深圳西站1站台

深圳西站设有6条到发线，有效长度650米，旅客站台1座。

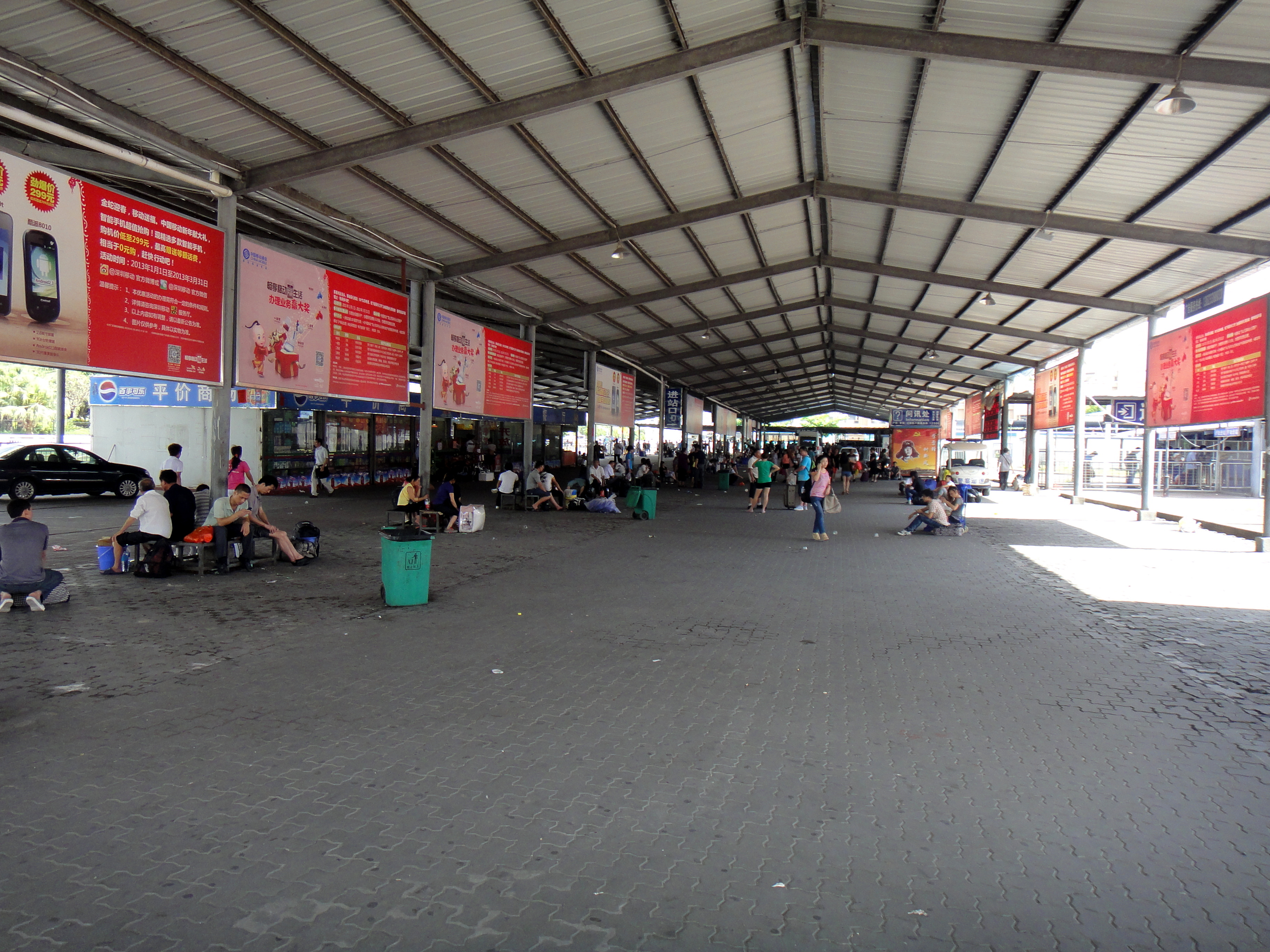
深圳西站站外候車區
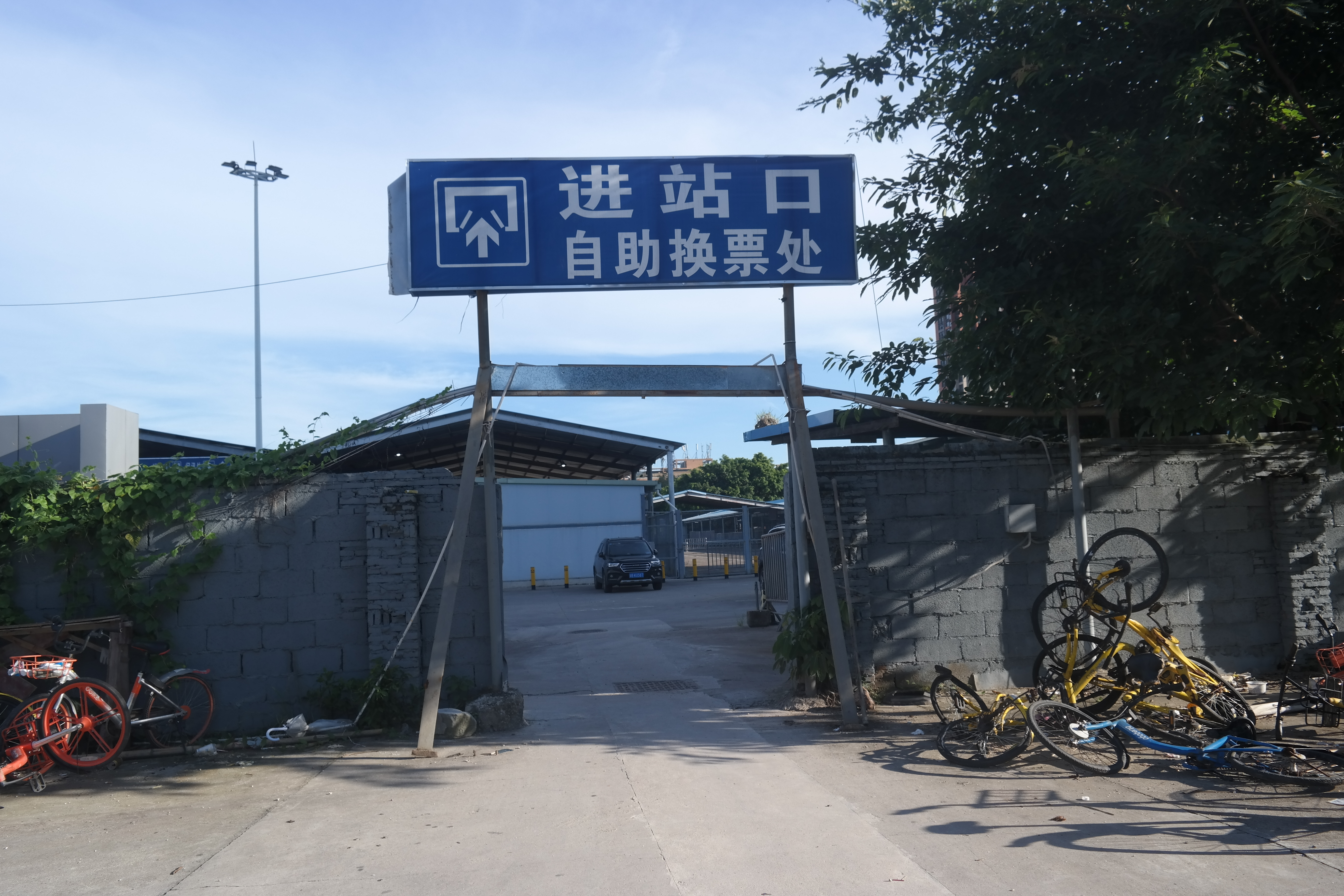
进站口
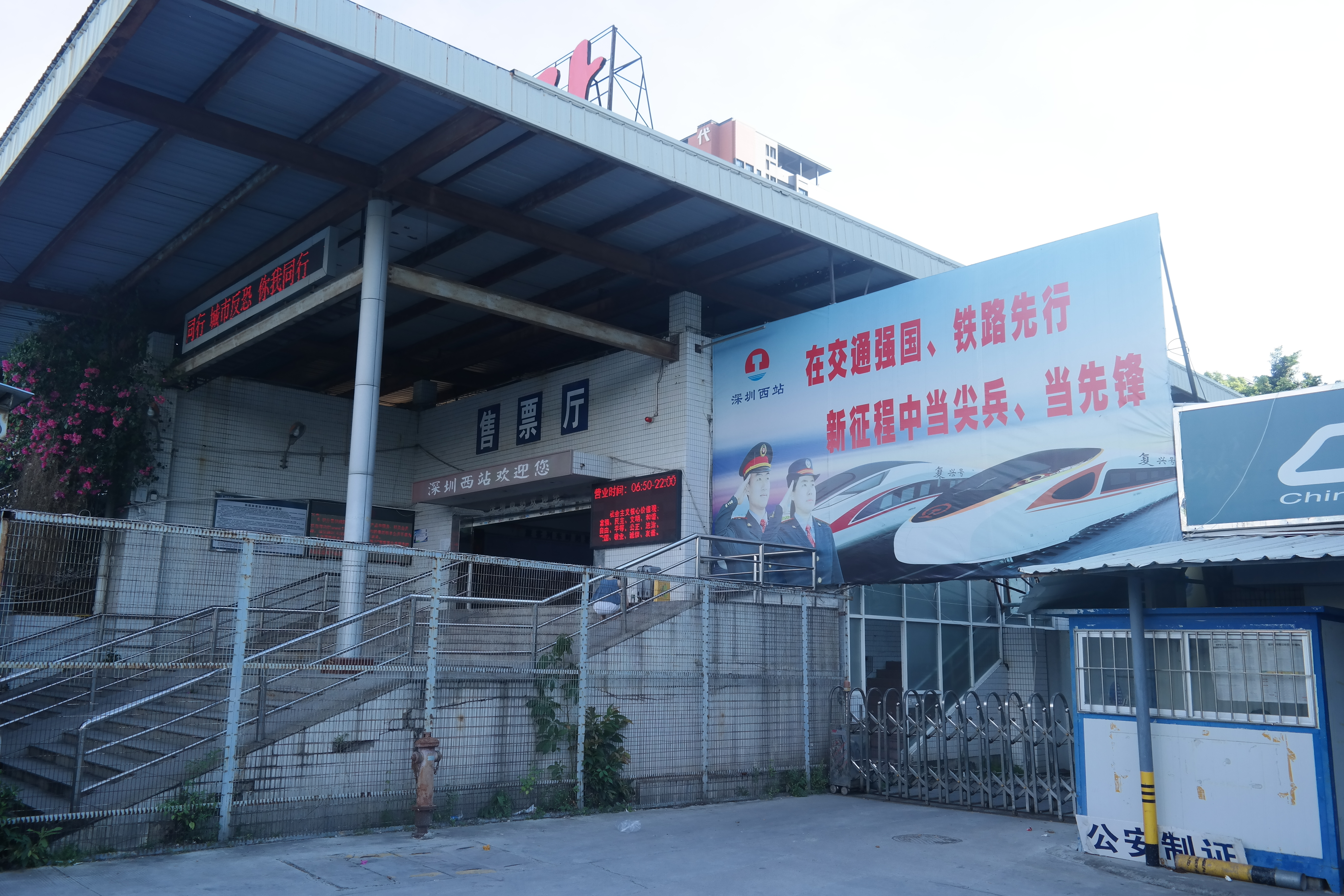
深圳西站售票處
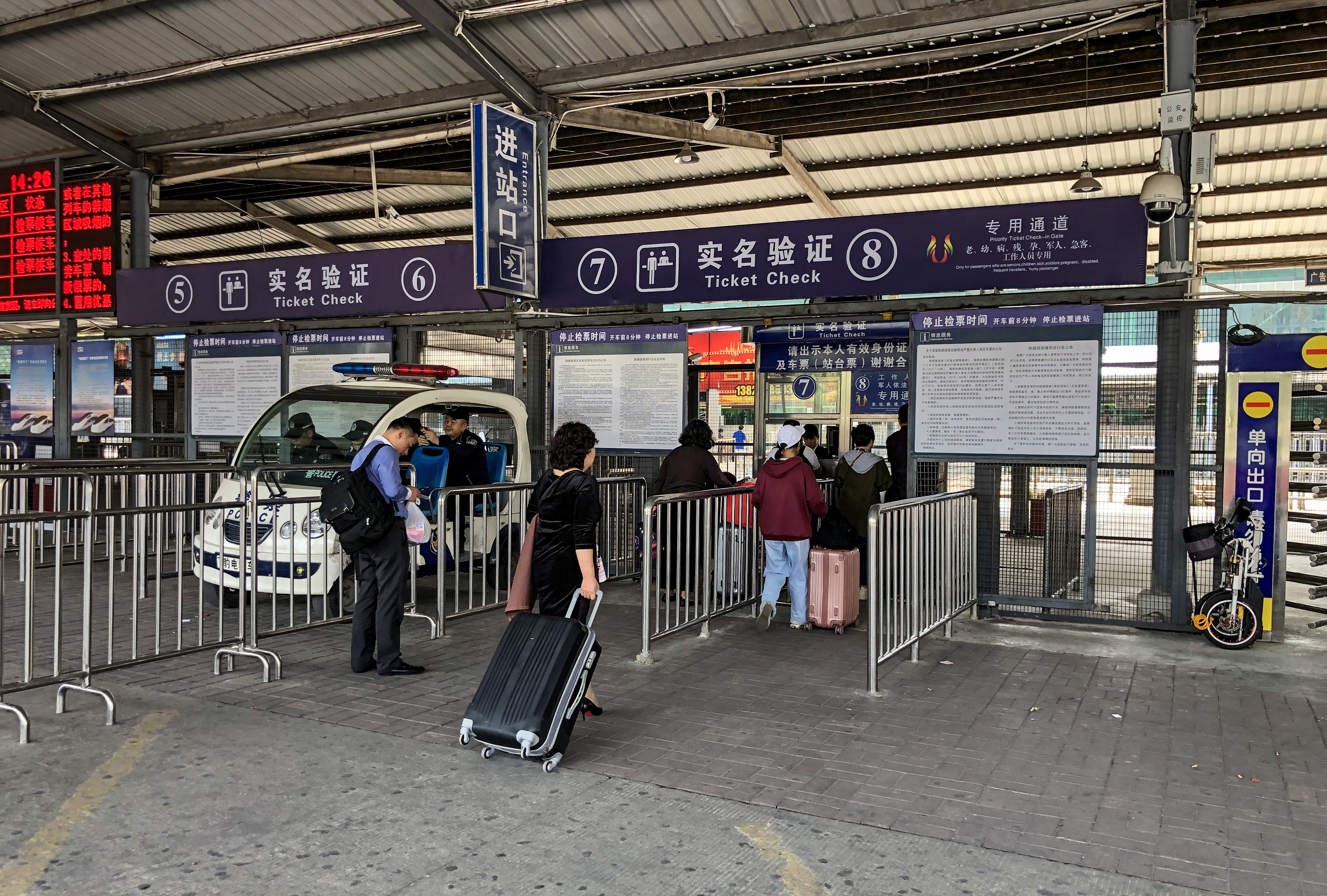
进站口
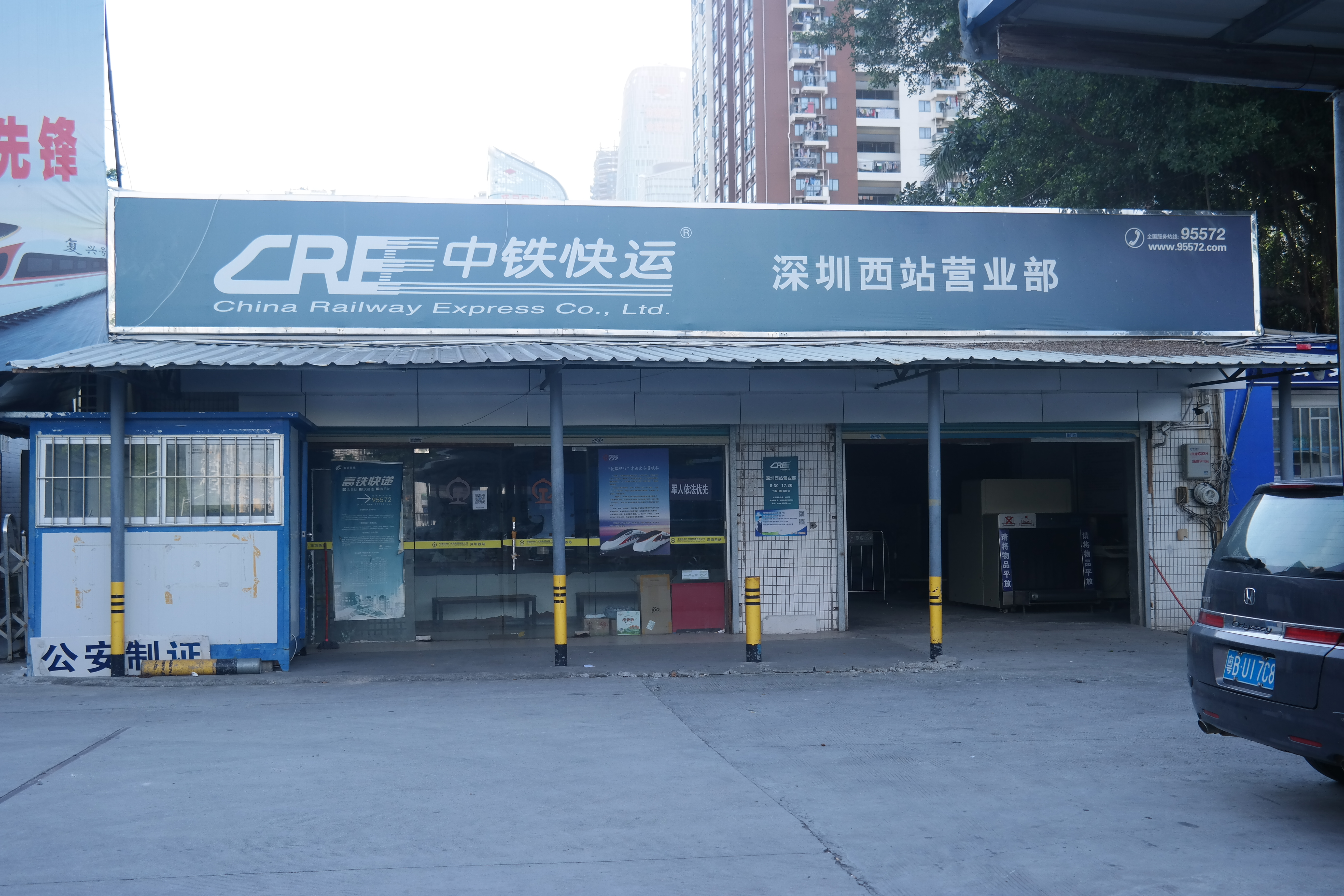
中铁快运服务处

## 接驳交通
| 深圳地铁 - █1号线：大新站 \| 编号 \| 编号 \| 线路 \| 线路 \| 线路 \| 收费 \| 运营商 \| 备注 \| \| ---- \| ---- \| ------------ \| ---- \| -------------- \| ----- \| -------- \| ----------------- \| \| \| 58 \| 南头火车西站 \| ⇆ \| 翠枫豪园 \| 2.5元 \| 巴士四分 \| \| \| \| 229 \| 南头火车西站 \| ⇆ \| 宁水花园总站 \| 2.5元 \| 巴士四分 \| \| \| \| M518 \| 南头火车西站 \| ⇆ \| TCL国际E城北门 \| 2元 \| 巴士五分 \| 原 B623（第一代） \| |      |              |      |                |       |          |                   |
| 编号 | 编号 | 线路         | 线路 | 线路           | 收费  | 运营商   | 备注              |
| | 58   | 南头火车西站 | ⇆    | 翠枫豪园       | 2.5元 | 巴士四分 |                   |
| | 229  | 南头火车西站 | ⇆    | 宁水花园总站   | 2.5元 | 巴士四分 |                   |
| | M518 | 南头火车西站 | ⇆    | TCL国际E城北门 | 2元   | 巴士五分 | 原 B623（第一代） |

## 未來發展
為配合前海深港現代服務業合作區的發展，平南鐵路在前海深港現代服務業合作區的路段將會進行地下化工程。因本站已缺乏擴容條件，附近亦無空間興建臨時／永久車站，因此本站將會拆除，而職能將會轉移至西麗站。。
深圳西站可能保留一部分建设铁路公园以示纪念。原址地理距离最近的火车站为前海湾地铁站旁计划2024年建成的穗深城际南延线前海站，属于“珠三角城际轨道交通”的一部分。

## 相关文艺作品
- 电视剧《相爱十年》的部分场景在深圳西站取景。[20]